# Sint-Salvatorkerk (Harelbeke)
De Sint-Salvatorkerk is een rooms-katholieke parochiekerk uit de 18e eeuw in de stad Harelbeke. De als bouwkundig erfgoed vastgestelde kerk bevindt zich langs de Gentsestraat in het centrum. Het wordt gekenmerkt door zijn classistische buitenkant en marmeren interieur. De beiaardtoren is romaans.
De kerk heeft een lange geschiedenis teruggaande tot de 9e eeuw. De tegenwoordige kerk is de vierde versie, en is gebouwd in de 18e eeuw toen vergroten van het toenmalige kerkgebouw te duur bleek.
De beiaardtoren is beschermd tot monument sinds 19 april 1937. Deze bescherming is uitgebreid op 24 april 1974 tot de gehele kerk. Naast de kerk ligt het monument voor gesneuvelde soldaten uit beide wereldoorlogen.

## Geschiedenis

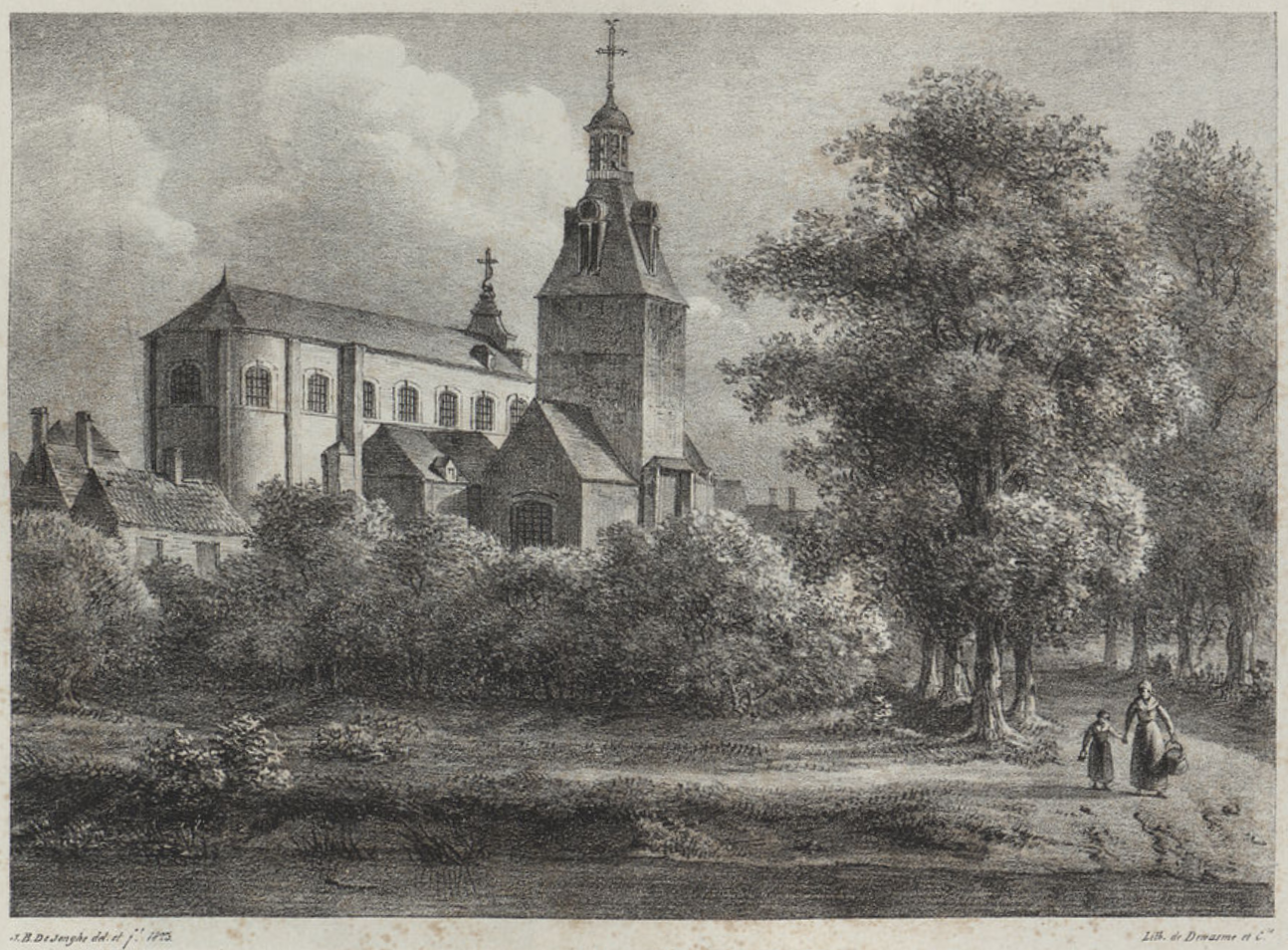
Tekening van de Harelbeekse kerk, gemaakt door de Kortrijkse kunstenaar Jean Baptiste De Jonghe in 1823 geeft een beeld van de kerk in het begin van de 19e eeuw.

De oudste kerk van Harelbeke kon een kapel geweest zijn dicht bij de villa die de graaf van Vlaanderen had. Deze eerste kapel zou daarna door Noormannen in de 9e eeuw vernield zijn. Tussen 935 en 939 liet graaf Arnulf op die plaats een nieuwe kerk bouwen waar de relieken van de Heilige Bertulfus werden ondergebracht.
In 992 tijdens een opstand in Kortrijk tegen de Vlaamse graaf ging de kerk in vlammen op. Vanonder het puin van de kerk, werden de relieken van Bertulfus wonderbaarlijk gered. Rosala, gravin en moeder van graaf Boudewijn IV, zou in hebben gestaan voor de herstelling van de kerk en het schenken van de relieken aan de Gentse Sint-Pietersabdij.
Tussen 1035 en 1042 werd de Sint-Salvatorkapittel gesticht door graaf Boudewijn V en gravin Adela. Onder deze graven maakte de woudmeesterslegende opgang, die de oorsprong van de Vlaamse dynastie terugvoerde op een zekere Liederik. Vermoedelijk droeg het kapittel bij tot deze legende en in het bijzonder werd vermeend dat Liederik in deze kerk was begraven. Van de tweede kerk uit de 10e-11e eeuw bleef enkel een crypte over, Sint-Pieters-in-den-Crocht.
De derde romaanse kerk dateert uit de 12e eeuw. De vieringtoren werd herhaaldelijk hersteld en is behouden naast de kerk.
In 1764 werd architect Laurent-Benoît Dewez aangesteld om een nieuwe kerk te bouwen en te vergroten. Volgens de plannen van architect Dewez werd een ruime classicistische kerk gebouwd in 1795. De toren en kruisbeuk van de romaanse kerk uit de 12e eeuw bleven overeind. Dewez was een van de eerste totaalarchitecten: hij ontwierp niet alleen de kerk, maar ook het kapittelgestoelte, het hoogaltaar en de doopvont.
Na de Eerste Wereldoorlog werd er schade hersteld aan de kerk. Op 23 mei 1940 werd een deel van de kerk, waaronder de beiaardtoren, opgeblazen door het terugtrekkende Belgische leger. Volgens het ontwerp van de architecten M. Allaert en A. Vandeweghe werden in 1953-54 de toren, de kerkhofmuur en de kruisbeuk in een licht gewijzigde versie heropgebouwd. Sinds 1960 is de toren voorzien van een nieuwe beiaard, met 50 klokken. In 2008-09 werd het interieur volledig gerestaureerd.

## Exterieur

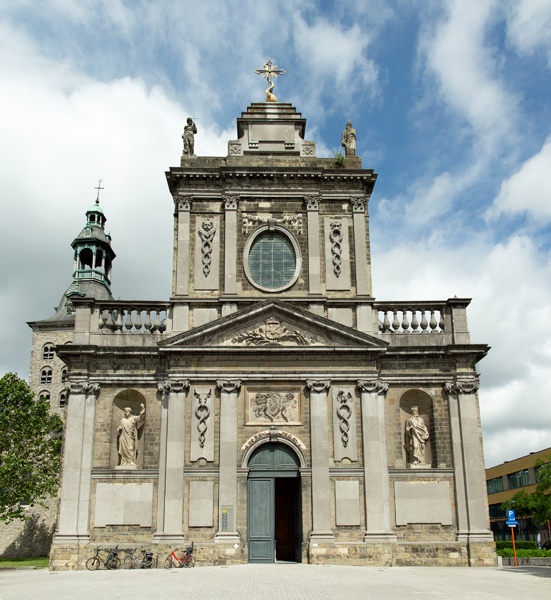
Voorzijde
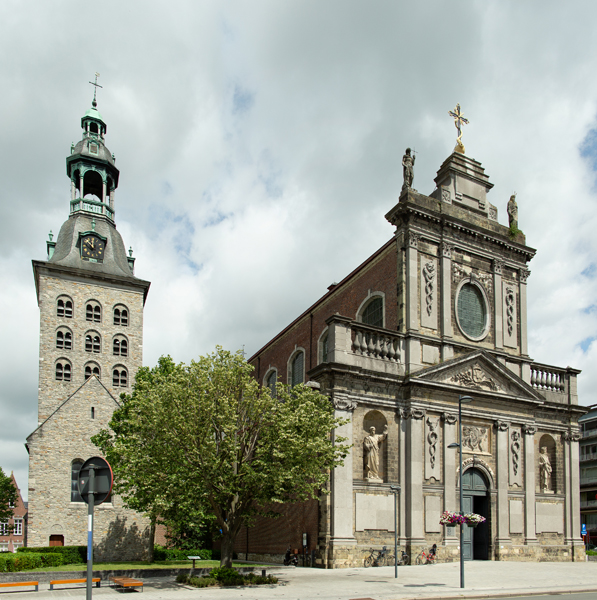
Vooraanzicht
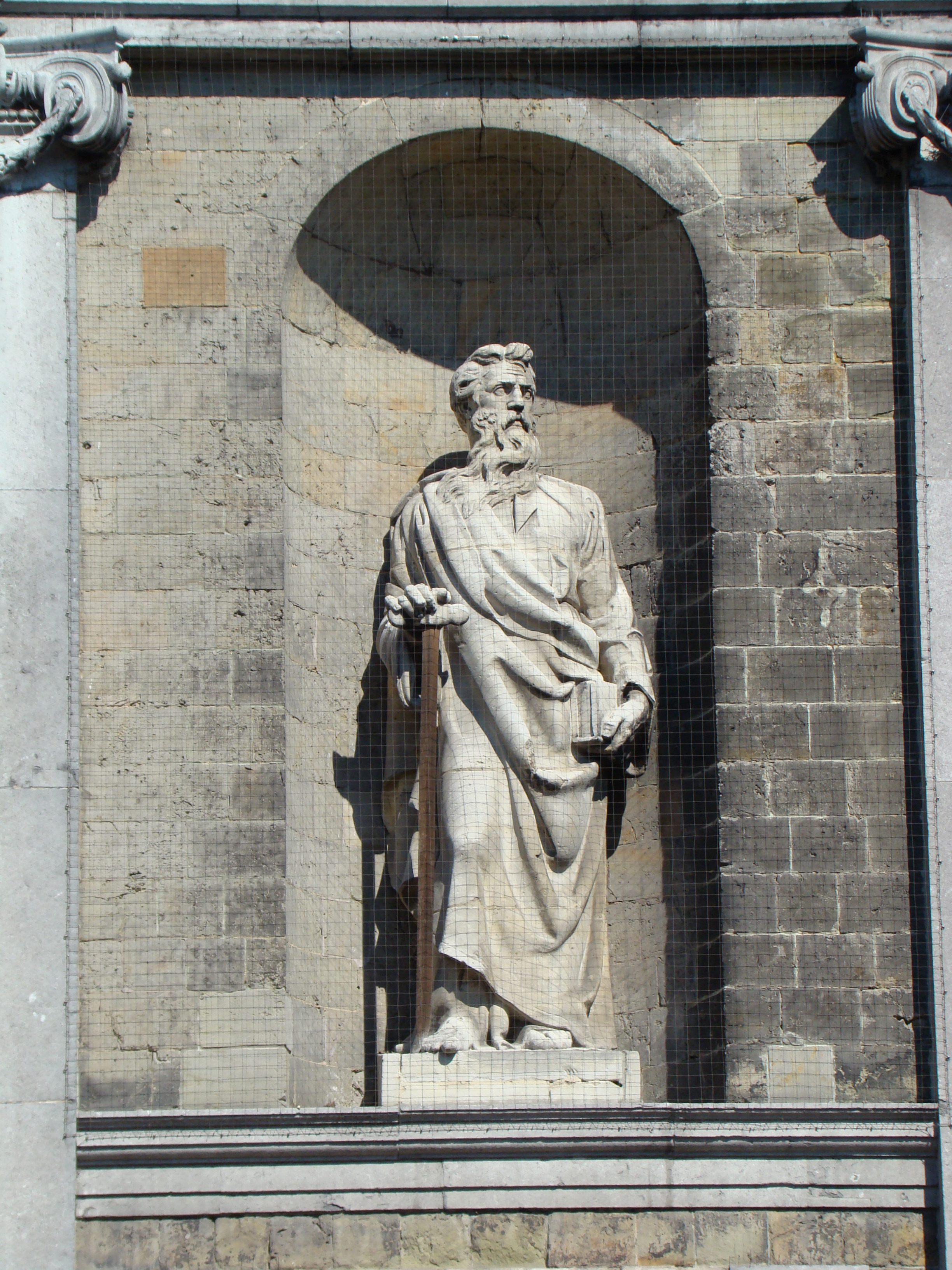
Beeld van Sint-Paulus
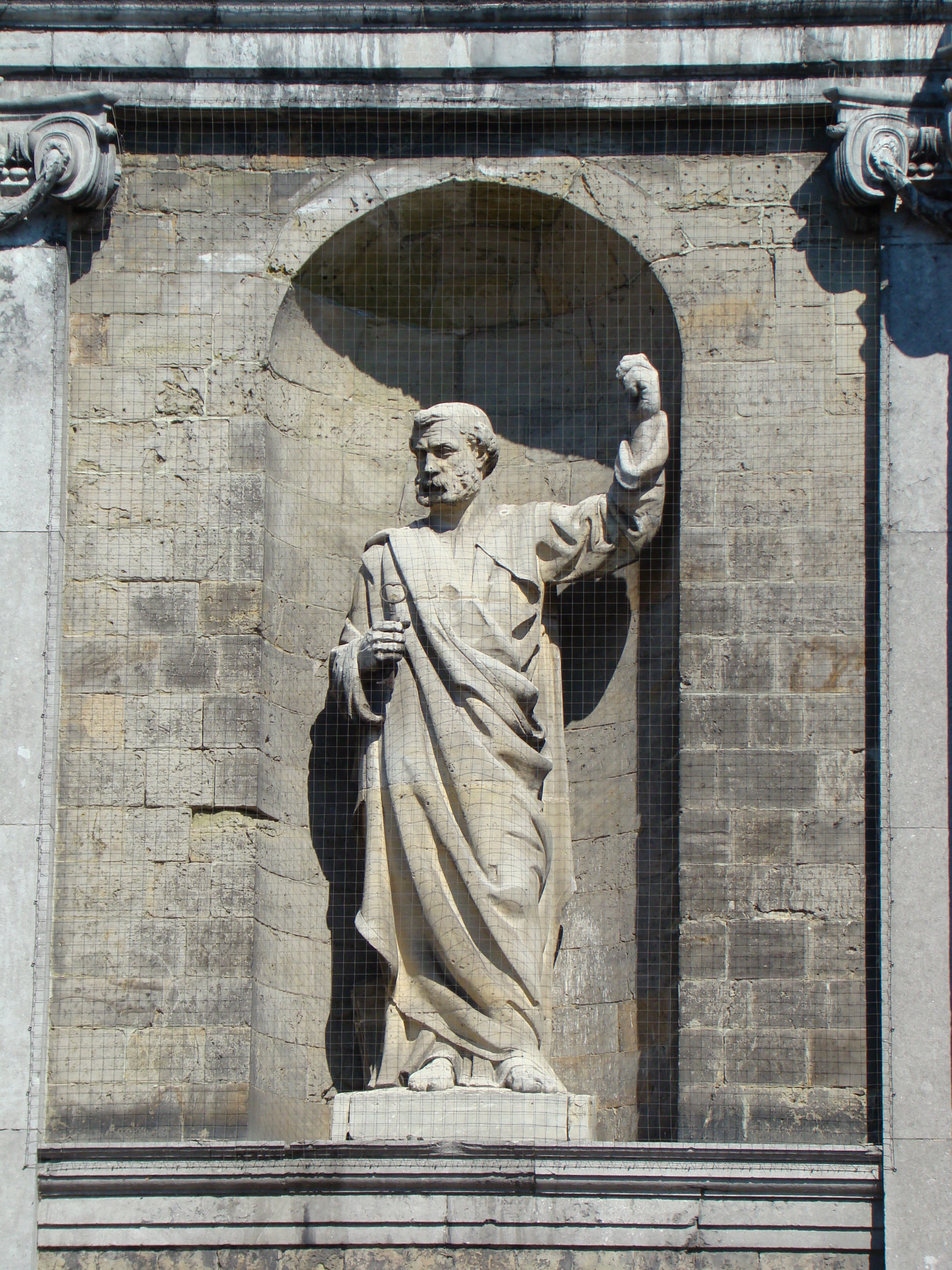
Beeld van Sint-Petrus

De Sint-Salvator werd in classistische stijl afgewerkt met een sierlijke bouwtrant. De graven van het kerkhof werden in 1790 verwijderd. De hoge kerkhofmuur, gebouwd in 1720 na het aanleggen van de nieuwe steenweg Kortrijk-Gent werd in 1905 afgebroken. In 1953-54 werden de toren, de kerkhofmuur en de kruisbeuk in een licht gewijzigde versie heropgebouwd.
Een landschapsarchitect heeft de countouren van de 10e-eeuwse kerk afgebakend met blokken in het grasperk.
Aan de gevelnissen aan de ingang van de kerk staan beelden van Sint-Paulus en Sint-Petrus (1862) door Constant Devreese, ter vervanging van eerdere beelden van Ollivier.

## Interieur

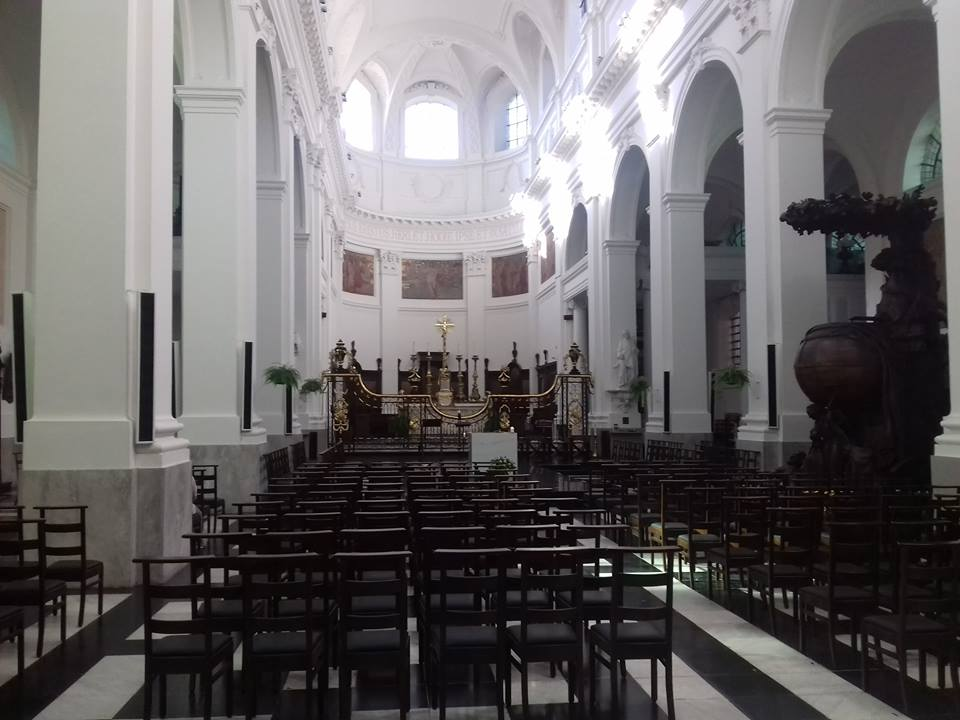
Interieur
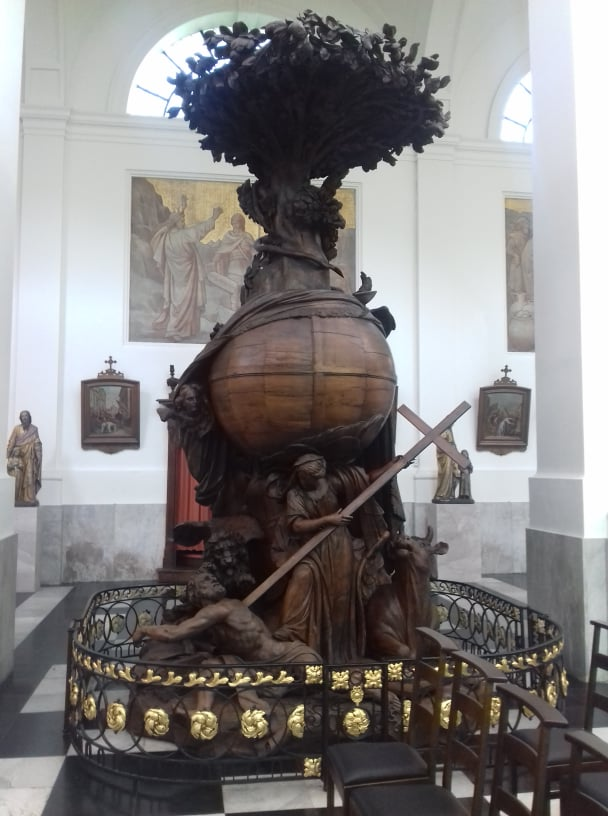
Kansel van Lecreux
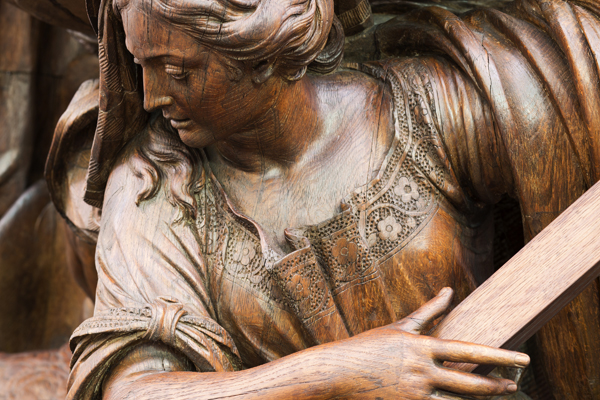
Kansel (detail)

Het hoofdaltaar is van marmer met bronzen versieringen geïnspireerd door de stijl van Lodewijk de 14de. Een opvallend stuk is de Stoel der Waarheid, een naturalistische preekstoel van beeldhouwer Nicolas Lecreux uit 1779.
De kerk bezit enkele 17e-eeuwse beelden zoals de Graaf Boudewijn V van Rijsel en zijn gemalin Adèle en Christus Zaligmaker.
Onder de kerk is een oude crypte die grotendeels bewaard is gebleven. Vooraan in de kerk kan je door een glazen vloer de crypte zien.

## Toren
De kerktoren is een reconstructie van de gedynamiteerde vieringtoren door de architecten M. Allaert en A. Vande Weghe (1953-1954). Elke gevel telt negen galmgaten, telkens gesplitst door een middenzuiltje. Dankzij dat opengewerkte karakter kan de toren gedateerd worden in de laatste decennia van de 12e eeuw. De torenspits zal oorspronkelijk een tentdak zijn geweest, maar bij de reconstructie kozen de architecten voor een neobarokke bekroning. In de toren bevindt zich een moderne beiaard met 50 klokken.

## Archeologisch onderzoek
In de 19e eeuw zou de belangstelling rond de legende van de Forestiers de aanleiding geven tot eerste opgravingen, in een poging om de gezochte begraafplaats van de Forestiers aan het licht brengen.
Opgravingen op grote schaal werden ondernomen na de vernieling van de toren in 1940 en vond plaats van 21 juli tot 30 oktober 1943. Na deze opgraving in 1944, werd het koorgedeelte met een betonplaat overdekt om later onderzoek toe te laten. De onderzoeksverslagen werden door allerlei omstandigheden echter nooit verschenen. In 1958 werd een nieuw archeologisch onderzoek door architect Jacques Viérin uit Kortrijk uitgevoerd waarbij onder andere sporen van de 12-eeuwse kerk werden gevonden. De onderzoekers waren in staat om deze oude kerk te reconstrueren en vonden funderingen bestaande uit Romeins bouwpuin. Terwijl de gezochte begraafplaats van de forestiers nooit gevonden werd, zou deze baanbrekende vondst een vernielde Romeinse nederzetting op de plaats aantonen.

## Heilige Doorn

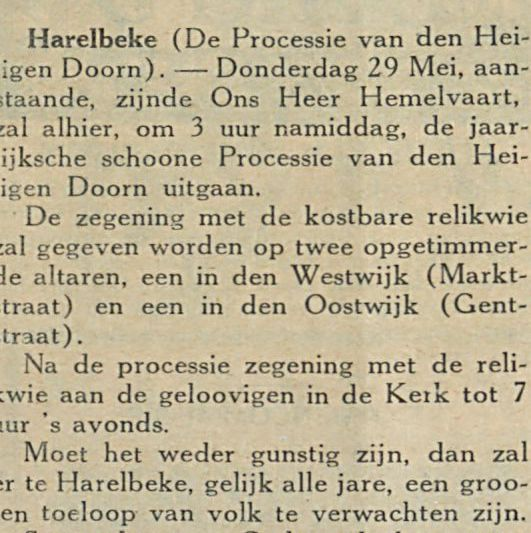
Gelijk alle jare, zal een grooten toeloop van volk te verwachten zijn.(Het Kortrijksche Volk, 1923)

Elk jaar, op O.H.-Hemelvaart werd in Harelbeke van 1883 tot 1973 de Heilige Doornprocessie gehouden. Deze processie trok regelmatig menig volk naar Harelbeke. De Sint-Salvatorskerk kwam in de 19e eeuw in het bezit van de Heilige Doorn, een takje uit de doornenkroon van Christus. Kanunnik Pieter Willem Carpentier bracht het uit de Sint-Maartensabdij van Trier naar Harelbeke. In 1958 werd de processie onder impuls van deken Vandeputte volledig vernieuwd en verkreeg een hogere kunstwaarde. Toen de processie door gebrek aan financiële middelen niet langer doorging, besloot de deken Wilfried Aneca de doorn te tentoonstellen zodat zij iedere dag kan worden vereerd tegen hoofdwkalen. Zij kan gevonden worden in de kerk, in de Heilige-Doornkapel.
In 2007 werd de Heilige Doorn gestolen en verkocht op een rommelmarkt in Zonnebeke voor de prijs van 150 euro. Uiteindelijk keerde het terug naar de Sint-Salvatorskerk in juli 2008.